# Bab El Gorjani
Bab El Gorjani (arabe : باب الغرجيني) est l'une des portes de la médina de Tunis (Tunisie).
Elle faisait partie des portes situées sur la deuxième enceinte des faubourgs orientaux de Tunis. Édifiée sous la période turque, elle doit son nom à l'un des quarante disciples de Abou Hassan al-Chadhili, Sidi Ali El Gorjani, qui donne également son nom à un cimetière voisin, aujourd'hui désaffecté, devenu un parc public où l'on peut voir le mausolée du saint.
Défendue par un imposant bastion, elle contrôlait les plaines de Mornag et de la sebkha Séjoumi.